# NGC 3266
NGC 3266 ist eine linsenförmige Galaxie vom Hubble-Typ SB0 im Sternbild Großer Bär am Nordsternhimmel. Sie ist schätzungsweise 83 Millionen Lichtjahre von der Milchstraße entfernt.
Das Objekt wurde am 3. April 1791 von Wilhelm Herschel entdeckt.